# La soga de la horca
La soga de la horca, De su propia sangre es un western procedente de Estados Unidos dirigido por el cineasta Andrew V. McLaglen en el año 1973, y que está protagonizado por los actores John Wayne, George Kennedy, Neville Brand y Marie Windsor.

## Argumento
El jefe de policía del poblado de Valentine investiga un espectacular asalto a un banco, durante el cual fue asesinado el sheriff y su ayudante. Cahill (John Wayne), acompañado de su hijo y "Pie Liviano" un amigo indio de la tribu de los comanches ,que es un gran rastreador, recorren el territorio en busca de los asaltantes...

## Reparto
- John Wayne: J.D. Cahill
- George Kennedy: Abe Fraser
- Gary Grimes: Danny Cahill
- Neville Brand: Lightfoot
- Clay O'Brien: Billy Joe 'Budger' Cahill
- Marie Windsor: Mrs. Hetty Green
- Morgan Paull: Struther
- Dan Vadis: Brownie
- Royal Dano: MacDonald
- Scott Walker: Ben Tildy
- Denver Pyle: Denver
- Jackie Coogan: Charlie Smith
- Rayford Barnes: Pee Wee Simser
- Dan Kemp: Joe Meehan
- Harry Carey, Jr.: Hank